# Vinaninkarena
Vinaninkarena is een plaats en commune in het centrum van Madagaskar, behorend tot het district Antsirabe II, dat gelegen is in de regio Vakinankaratra. Tijdens een volkstelling in 2001 telde de plaats 10.823 inwoners.
De plaats biedt naast lager onderwijs ook middelbaar onderwijs aan. 90 % van de bevolking werkt als landbouwer en 10 % houdt zich bezig met veeteelt. De belangrijkste landbouwproducten zijn rijst en tarwe; andere belangrijke producten zijn groenten, maniok, gerst en aardappelen.